# Стрийський ринок
Стрийський ри́нок (також Стрийський базар) — один з продуктово-побутових ринків у Львові. Розташований поблизу центральної частини міста, неподалік площі Франка, Стрийського парку, місцевості Софіївка. На частині вул. Шоти Руставелі, що прилягає до ринку, тривалий час продають квіти. Також біля ринку проходять вулиці Волоська, Івана Франка. Біля ринку — зупинки громадського транспорту, зокрема, тролейбуса № 5 (тепер № 25), трамваю № 4.
Адреса: 79011, м. Львів, Галицький район, вул. Франка, 81.. Директор —Кухар Борис Миколайович.